# Kick (Psychologie)
Unter einem Kick (deutsches Lehnwort aus: englisch kick = Tritt, Stoß) versteht man in der Wagnisforschung, unter Extremsportlern, im Funsport oder in der Erlebnispädagogik im übertragenen Sinn eine kurzzeitige, extrem hohe nervliche und emotionale Erregung und ihre rauschhafte Entladung. Die Kicksuche steuert einen Erregungsgipfel an.

## Begriff
Der aus der Sportsprache, speziell dem Fußballspiel, stammende Ausdruck „Kick“ (kicken, Kicker, Kickers Offenbach) hat über den Gebrauch im Sportbereich hinaus auch eine Bedeutung im bildlich übertragenen Sinne angenommen: Mit „Kick“ bezeichnet man fachsprachlich wie umgangssprachlich eine plötzlich auftretende starke Gefühlsaufwallung. Sie wirkt wie ein heftiger „psychischer Stoß“ (scherzhafte umgangssprachliche Redewendung: „Ich denk, mich tritt ein Pferd“). Insofern unterscheidet sich der Ausdruck Kick in der Fachsprache wie der Sprachgebung in Funsport, Extremsport oder Erlebnispädagogik von den ebenfalls aufregenden Vorgängen des „Thrill“ oder des „Nervenkitzel“, die in populären Lexika meist undifferenziert als Synonyme behandelt werden.

## Kennzeichen
In einem Artikel über das Klippenspringen im mexikanischen Acapulco wird der authentische Erlebnisbericht des Indianers Cuadrito nach einem Sprung aus 35 Metern Höhe in die Quebrada-Schlucht zitiert:
Anderthalb, zwei Sekunden ist man in der Luft – das kam mir vor wie eine Ewigkeit. Ich spannte meinen Körper an, tauchte ins Wasser ein. Und als ich wieder hochkam, war ich beschwingt, als hätte ich einen Gipfel erklommen.
Der professionelle „Clavadista“ charakterisiert damit präzise das mit dem Klippenspringen verbundene Kick-Erlebnis: Im Unterschied zum Thrill, der sich durch ein sich länger hinziehendes Wechselbad von aufregenden und abregenden Gefühlserlebnissen kennzeichnet, ist für den Kick eine sich explosionsartig entladende Hochspannung typisierend. Diese ist im Gegensatz zum Thrill zeitlich auf einen kurzen Moment begrenzt. Es handelt sich um einen emotionalen Spannungsaufbau, der relativ schnell entsteht, aber in seiner Intensität auch bald wieder abflacht. In der Erlebnispädagogik spricht man daher auch pointierend (und abwertend) von einem „schnellen Kick“. Der psychophysisch ablaufende Vorgang ist mit hohen Lustgefühlen verbunden. Er vermittelt ein kurzzeitiges „Hochgefühl des Seins“ und wird daher vor allem in Extrembereichen, etwa von Roulettespielern, Extremsportlern und Grenzgängern, gesucht. Er wird aber auch bereits für Kinder, etwa beim kriminellen Kaufhausdiebstahl oder bei einem Sprung vom Dreimeterbrett, erfahrbar.
Ein Kick kann sich als isolierte Einzelerfahrung, aber auch als Gipfelpunkt oder Abschluss eines Thrill-Erlebens oder Nervenkitzels ergeben. Der dazu notwendige Spannungsaufbau geschieht in der Regel bei der Konfrontation mit einer Gefahr oder risikoträchtigen Aufgabe. Deren erfolgreiches Bestehen löst den Kick aus.

## Physiologischer Hintergrund
Das mit dem Kick verbundene lustvolle Erleben ist mit physiologischen Vorgängen verbunden, wobei das Adrenalin, eigentlich ein Stresshormon zur Bereitstellung von Energiereserven, eine besondere Rolle spielt. Unter Extremsportlern wird häufig von einem „Adrenalin-Kick“, von Physiologen von einem „Adrenalinstoß“ gesprochen, da es im Augenblick höchster Erregung zu einer vermehrten Ausschüttung des Hormons des Nebenrindenmarks kommt. Die Ausschüttung von Endorphinen versetzt in einen lustvollen Rauschzustand.

## Kick-Szenerien
Mutproben sind für Kinder und Jugendliche die häufigste Form des Kickerlebens. Sie können unter werthaltigen und unter minderwertigen Gesichtspunkten eingegangen werden.
Das Balconing stellt eine in hohem Maße selbstgefährdende Form des Mutbeweises dar, die vor allem unter Alkohol- und Drogeneinfluss praktiziert wird.
Das technisch anspruchsvolle Wasserspringen, das Klippenspringen, das Bungeespringen oder das Base-Jumping sind typische Kick-Sportarten.
Das Russische Roulette zählt in seinen klassischen wie neuzeitlich  modifizierten Formen zu den hochgradig selbstgefährdenden Spielarten des Kick-Erlebens. Sie werden u. a. von den Romanschriftstellern Graham Greene und Jean Améry aus dem Selbsterleben literarisch beschrieben: Der zu Depressionen neigende Greene bemerkt im Rückblick zu dem Moment, als er das leere Klicken des Revolvers hörte: Ich erinnere mich an ein überwältigendes Glücksgefühl, als flammte plötzlich Karnevalsbeleuchtung in einer finsteren, trostlosen Straße auf (S. 147), was bei ihm wiederholt das heftige Verlangen nach der Adrenalinspritze (S. 147) auslöste.

## Kick und Thrill im Beispielvergleich
Der normale Gleitschirmflug eines geübten Piloten ist von einer emotionalen Hochstimmung begleitet, nicht aber durch ein Kick- oder ein Thrill-Erlebnis gekennzeichnet.
Unter der Thematik „Angst-Lust“ findet sich bei Siegbert Warwitz jedoch auch die Schilderung eines „Kick-Erlebens“ bei einem Gleitschirmsport-Anfänger, die verdeutlicht, dass Kick und Thrill sich in bestimmten Situationen auch mit dem Flugerlebnis verbinden können:
Der noch unsichere Pilot bemüht sich mit hoher Konzentration und nicht ohne Angst, den Gleitschirm aufzuziehen und sicher in die Luft zu gelangen. Nachdem ihm dies gelungen ist, entringt sich der gequälten Brust ein charakteristischer Jubelschrei – akustischer Ausdruck für ein lustvolles „Kick-Erlebnis“.
An die erfolgreiche Startphase schließt sich beim Gleitschirmfliegen in der Regel ein problemloser Flug an. Der weitere Flug kann sich jedoch auch zu einem „Live-Thriller“ (Warwitz), einem Realerlebnis mit Thrill-Charakter, gestalten, wenn etwa das Heraufziehen einer Gewitterfront missachtet wurde und der Pilot bei den entstehenden schwierigen Wetterverhältnissen mit der Stabilisierung seines Schirms, mit ungewollten Auf- und Abwärts-Bewegungen oder mit Scherwinden am Landeplatz zu kämpfen hat.

## Redewendungen
Die Metapher „Kick“ hat in vielfältiger Weise in die Umgangssprache Einzug gehalten: Als Ultimativer Kick wird die Faszination des rauschartigen Erlebens bezeichnet. Extremsportler und Funsportler sprechen gern mit einer Übersteigerung des Begriffs von einem „ultimativen Kick“, einem „absoluten Kick“ oder dem „letzten Kick“ und meinen damit ein nicht mehr steigerbares Lusterlebnis. Als „einen Kick bekommen“ wird eine plötzliche, hoch intensive Lusterfahrung bezeichnet. Dieser Kick kann auch auf biochemischem Wege, durch Drogeneinfluss, hervorgerufen werden. Daher ist unter Drogenabhängigen die Bezeichnung, „sich einen Kick holen“ gebräuchlich und zutreffend. Auch der Orgasmus bei Sexualhandlungen ist in diesem Sinne als Kick verstehbar. Der in Sportlerkreisen übliche Ausdruck „Adrenalin-Kick“ bezieht sich auf die physiologischen Vorgänge im Körper, die als Adrenalinstoß die Lustgefühle nach hoher Anspannung bewirken.

## Einzelbelege
1. ↑  Gerhard Wahrig: Deutsches Wörterbuch. Gütersloh 1970. Spalte 2019.
2. 1 2  Wolfram Schleske: Der Kick beim Fliegen. In: Z. f. Erlebnispädagogik 1-2(1995) S. 3–8.
3. ↑  Tom Noga: Männer am Rande des Abgrunds. In: sueddeutsche.de, 4. März 2011, abgerufen am 25. Februar 2017.
4. ↑  Ulrich Aufmuth: Die Lust am Risiko. In: Berg 1985. Alpenvereinsjahrbuch. München 1985.
5. ↑  Graham Greene: Eine Art Leben. Wien 1971.
6. ↑  Jean Améry: Hand an sich legen. Diskurs über den Freitod. Stuttgart 1976.
7. ↑  Siegbert A. Warwitz: Fliegen – die Erfüllung eines Traums. In: Ders.: Sinnsuche im Wagnis. Leben in wachsenden Ringen. Erklärungsversuche für grenzüberschreitendes Verhalten. 3., erweiterte Auflage. Verlag Schneider. Baltmannsweiler 2021. S. 87–97
8. ↑  Siegbert A. Warwitz: Gleitschirmfliegen. In: Ders.: Sinnsuche im Wagnis. Leben in wachsenden Ringen. Erklärungsversuche für grenzüberschreitendes Verhalten. 3., erweiterte Auflage. Verlag Schneider, Baltmannsweiler 2021. S. 151–152